# Chiqui Martí
Chiqui Martí (Barcelona, 23 de julio de 1971) es una bailarina y artista española. Es conocida por ser una de las más acreditadas profesionales de la danza erótica y del striptease, un género que ella misma llama «strip-art».

## Biografía
A los catorce años empezó a bailar en desfiles de moda y peluquería. Es autodidacta como bailarina y pronto empezó a trabajar en el cabaret El Molino de Barcelona y en las más importantes salas de fiestas de la geografía española. Mide 1,64 metros y sus medidas son 87-62-92.
Posteriormente, su popularidad se incrementó gracias a numerosas intervenciones televisivas en Crónicas marcianas y otros programas, como Supervivientes. También tiene una marca de lencería erótica que diseña ella misma.
El 12 de junio de 2004, Chiqui Martí sufrió un grave accidente laboral mientras actuaba en la discoteca Radical en Torrijos (Toledo). Su cuerpo cayó de espaldas desde cuatro metros mientras realizaba su espectáculo de strip-art. Fue trasladada urgentemente al hospital Virgen de la Salud de Toledo, donde fue ingresada con pronóstico reservado. Durante unos meses perdió la movilidad de sus piernas y teniendo que ir a rehabilitación, proceso que terminó al cabo de unos meses.
Ha sido portada de la revista Interviú.

## Trayectoria profesional
- Crónicas marcianas - 2000 - 2004 en Telecinco
- Supervivientes - 2007 en Telecinco
- El Reencuentro - 2011 en Telecinco
- Cazamariposas - 2015 - 2016 en Divinity